# Nachal Chešek
Nachal Chešek (hebrejsky: נחל חשק) je krátké vádí v Horní Galileji, v severním Izraeli.
Začíná v nadmořské výšce přes 500 metrů, východně od vesnice Lapidot. Pojmenováno je podle lokality Churvat Chešek (חורבת חשק), která se nachází poblíž jeho horního toku. Nadaleko je také lokalita Churvat Machoz (חורבת מחוז), arabsky Chirbet al-Machuz. Jde o místo, kde jsou dochovány pozůstatky několika staveb z byzantského období. V dobách křižáckých států v roce 1230 šlo o jedno z hlavních sídel v regionu. V dobách osmanské vlády zde stávala drúzská vesnice al-Machuz. Vádí tyto archeologické lokality míjí ze západu a směřuje pak rychle se zahlubujícím a zalesněným údolím k jihu. Podchází lokální silnici 854 a ústí zprava do vádí Nachal Bejt ha-Emek.